# Il Progetto Fantasma
Il progetto fantasma ("War Hawk") è un romanzo thriller scritto da James Rollins nel 2016 in collaborazione con Grant Blackwood.
È il terzo romanzo che l'autore ha scritto con protagonista Tuker Wayne, ex ranger USA addestratore di cani da guerra. Coprotagonista il suo cane Kane (Caino).

## Trama
Già durante la seconda guerra mondiale gli studi sull'intelligenza artificiale stavano facendo progressi. È però solamente ai giorni nostri che le teorie di Alan Turing trovano applicazione pratica su micidiali droni attivati per sconvolgere gli equilibri mondiali. Tucker Wayne verrà coinvolto da una sua splendida ex in una pericolosa azione semi-clandestina per fermare un progetto volto a scatenare un conflitto globale a favore di una potente organizzazione.

## Edizioni
- James Rollins, Il progetto fantasma, Nord, 2016, ISBN 9788842928041.